# Dendryphantes hararensis
Dendryphantes hararensis là một loài nhện trong họ Salticidae.
Loài này thuộc chi Dendryphantes. Dendryphantes hararensis được Wanda Wesołowska & Cumming miêu tả năm 2008.